# Quadroon
Ein Quadroon oder Quarteron war in den kolonialen Gesellschaften Amerikas und Australiens eine Person, die zu einem Viertel afrikanischer oder indigener und zu drei Vierteln europäischer Abstammung war. Ähnliche Klassifizierungen waren Octoroon für ein Achtel schwarz (lateinisch octo-, bedeutet „acht“) und Quintroon für ein Sechzehntel schwarz. Abkömmlinge dieser letzten Kategorie wurde in den französischen Kolonien auch „Mamelouk“ genannt, während „Mulatte“ (engl. Mulatto, frz. Mulâtre) für Menschen halb afrikanischer und halb europäischer Abstammung stand.
Die Regierungen der damaligen Zeit übernahmen diese Begriffe manchmal in Gesetze, in denen Rechte und Einschränkungen der Betroffenen festgelegt wurden. Die Verwendung einer auf Bruchteilen basierenden Terminologie ist ein Merkmal des Hypodeszenz, d. h. der Praxis innerhalb einer Gesellschaft, Kinder aus gemischten Ehen derjenigen ethnischen Gruppe zuzuordnen, die von der dominanten Gruppe als untergeordnet angesehen wird. Die Rassenbezeichnungen beziehen sich speziell auf die Anzahl der vollblütigen afrikanischen Vorfahren oder deren Äquivalent und betonen das quantitative Minimum. 
In den französischen Kolonien Guadeloupe und Martinique wurde der Begriff Quarteron abweichend für die Nachfahren der Personen verwendet, die zu einem Viertel afrikanischer Abstammung waren, die also selbst zu einem Achtel afrikanischer Abstammung waren. Menschen, die zu einem Viertel afrikanischer Abstammung waren, hießen dort Métis.

## Etymologie
Das Wort Quadroon wurde aus dem französischen quarteron und dem spanischen cuarterón entlehnt, die beide ihren Ursprung im lateinischen quartus haben, was „ein Viertel“ bedeutet.
In ähnlicher Weise wird das spanische Wort cuarterón verwendet, um cuarterón de mulato oder morisco (jemand, der zu drei Vierteln weiß und zu einem Viertel schwarz ist) und cuarterón de mestizo oder castizo (jemand, der zu drei Vierteln weiß und zu einem Viertel indigen ist) zu bezeichnen, insbesondere in der südamerikanischen Karibik.